# Еврейска община
Еврейската община в България се образува при наличието на 20 еврейски семейства в един град.
Начело на общината стои синагогално настоятелство, което се грижи за църковните и благотворителни работи с мандат 3 години и състав 5 – 7 души. Училищното настоятелство е избирано съгласно Закона за народното просвещение и съвета на общината. Религиозен живот е тясно свързан с културно-националния. Еврейските общини са не само религиозни. Те имат просветни, културни, национални и социални функции. В България еврейските общини са 33 към 1936 г., като най-голямата е Софийската, следвана от Пловдивската, Русенската и други. По-голямата част от българските евреи са сефаради, които говорят ладино и ашкенази. Изповядват юдаизма като религия. Материалната издръжка на еврейските общини се набира от религиозен налог – араха, такси за различни услуги и ритуали и такси за издаване на документи.
Също в България, в София и Дупница, преди Втората световна война възниква малка общност, наречена Жутане Рома (букв. „еврейски цигани“). Гръбнакът на общността са потомци на еврейски жени, които са омъжени за цигани, които са приели юдаизма. В София е имало над 100 циганско-еврейски семейства, които са живели компактно предимно в района на Факултета на улица „Средна гора“. След Холокоста голяма част от тях заминават за Израел, но няколко семейства остават в България.